# Президентские выборы в Камеруне (1992)
Президентские выборы в Камеруне состоялись 11 октября 1992 года. Это были первые президентские выборы с момента легализации многопартийной политики, а также первые выборы, на которых было представлено более одного кандидата. Действующий Поль Бийя победил с 39,98 % голосов. Явка избирателей составила 71,9 %.

## История
Президентские выборы 1992 года стали решающим моментом в истории Камеруна после обретения им независимости. Хотя ряд лидеров оппозиции-прежде всего лидер англоязычного Социал—демократического фронта Ни Джон Фру Нди — яростно выступал против президента Бийи и стремился свергнуть его между 1990 и 1992 годами, они в конечном итоге не смогли этого сделать. Хотя оппозиции удалось заставить Бийю принять многопартийную политику и оказать серьёзное давление на его режим, он, тем не менее, сохранил контроль над страной и столкнулся с разделенной оппозицией на выборах 1992 года. Неспособность оппозиции выдвинуть единого кандидата давала значительное преимущество Бийи, так как избирательное законодательство не предусматривало второго тура, и поэтому оппозиционные кандидаты не могли объединиться против Бийи в случае, если он не получит большинства.

## Результаты
Официальные результаты показали, что Бийя победил на выборах с 40 % голосов, в то время как Фру Нди следовал с 36 %. Результаты были осуждены оппозицией как мошеннические, и Фру Нди претендовал на победу, но его претензии оказались бесплодными.
| Кандидат                           | Партия                                        | Голосов   | %    |
| ---------------------------------- | --------------------------------------------- | --------- | ---- |
| Поль Бийя                          | Камерунское народное демократическое движение | 1 185 466 | 40,0 |
| Ни Джон Фру Нди                    | Социал-демократический фронт                  | 1 066 602 | 36,0 |
| Белло Буба Майгари                 | Национальный союз за демократию и прогресс    | 569 887   | 19,2 |
| Адаму Ндам Нджойя                  | Камерун кий демократический союз              | 107 411   | 3,6  |
| Жан-Жак Экинди                     | Прогрессивное движение                        | 23 525    | 0,8  |
| Эмах Оту                           | Объединение патриотических сил                | 12 545    | 0,4  |
| Недействительные/пустые бюллетени  | Недействительные/пустые бюллетени             | 50 012    | -    |
| Всего                              | Всего                                         | 3 015 448 | 100  |
| Зарегистрированные избиратели/явка | Зарегистрированные избиратели/явка            | 4 195 687 | 71,9 |
| Источник: Nohlen et al.            |                                               |           |      |

## Последствия
После выборов оппозиция начала долгий и постепенный упадок сил, от которого она так и не оправилась, в то время как Бийя вновь начал консолидировать власть.